# Westervoort

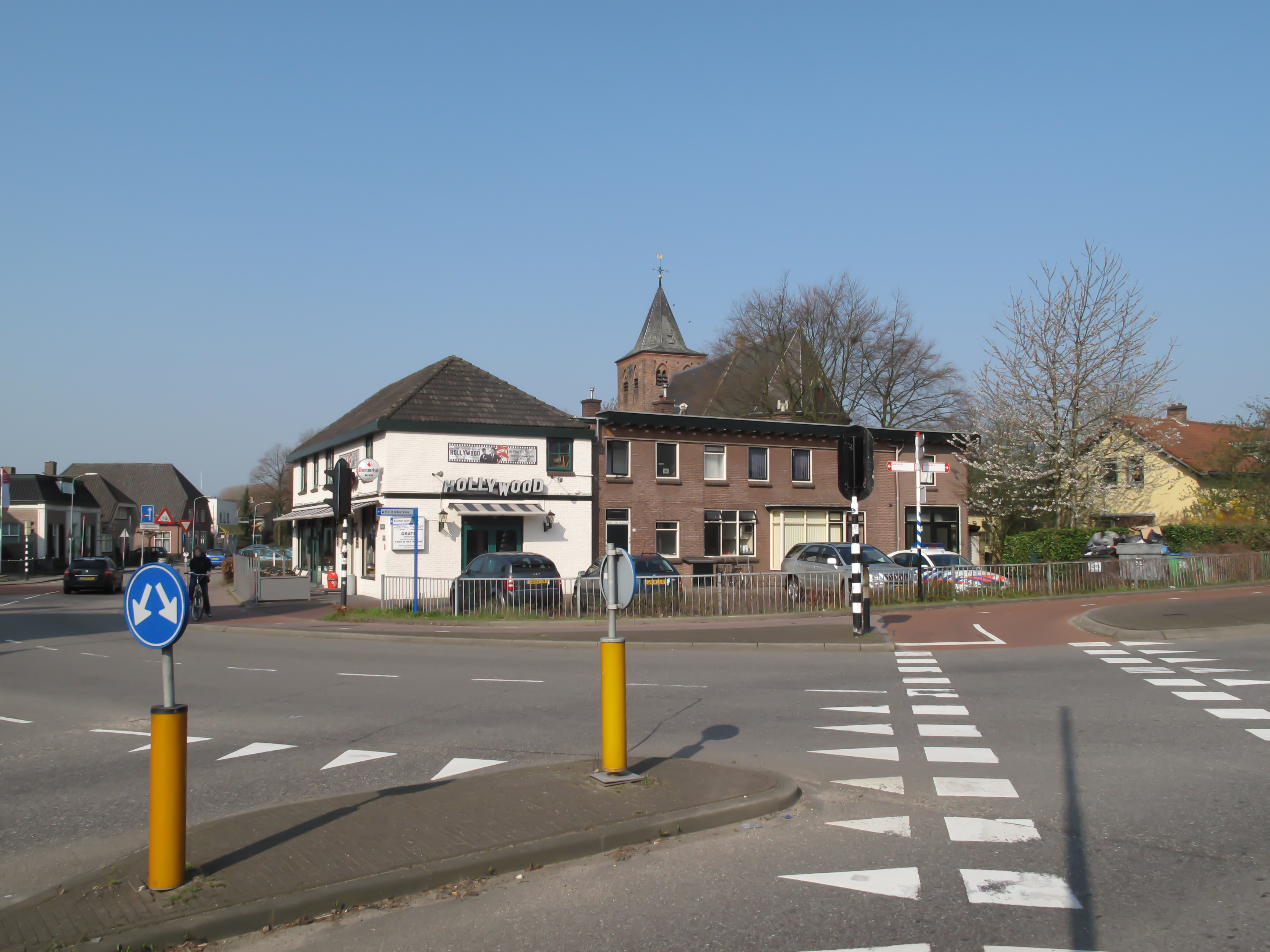
Westervoort, 2010.

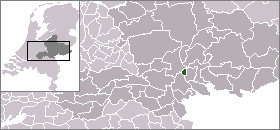
Westervoorts läge

Westervoort är en kommun i provinsen Gelderland i Nederländerna. Kommunens totala area är 7,84 km² (där 0,73 km² är vatten) och invånarantalet är på 15 959 invånare (2005).